# Chouette-pêcheuse rousse
Scotopelia ussheri
Espèce
Statut de conservation UICN

 VU A3cd+4cd : Vulnérable
Statut CITES
La Chouette-pêcheuse rousse (Scotopelia ussheri, anciennement Bubo ussheri) est une espèce d'oiseaux de la famille des Strigidae. C'est la moins connue des 3 espèces de chouette-pêcheuse, les 2 autres étant la chouette-pêcheuse de Pel et la chouette-pêcheuse de Bouvier.

## Distribution et statut

### Répartition et habitat
Endémique de l'ouest de l'Afrique, cette espèce vit en Côte d'Ivoire, au Ghana, en Guinée, au Liberia et au Sierra Leone.
Elle peuple typiquement les forêts primaires qui se trouvent le long des cours d'eau où cet oiseau ichtyophage pêche les poissons qui constituent la majeure partie de son régime alimentaire. Pour cela elle adopte la technique habituelle des chouettes-pêcheuses qui consiste à chasser depuis un perchoir, une branche au-dessus de l'eau sur laquelle la chouette se tient à l'affût. Une fois le poisson repéré elle plonge pour le capturer dans l'eau avec ses serres déplumées. On présume que cette espèce se trouve aussi dans les mangroves en bord de mer et dans des plantations.

### Statut
On ne sait que peu de choses sur les populations réelles et le comportement de cette espèce très peu étudiée. Néanmoins BirdLife International et l'UICN la considèrent comme "Vulnérable" du fait de la destruction de son habitat (déforestation) et des persécutions humaines.

## Description
Cette chouette-pêcheuse est approximativement de la même taille que la chouette-pêcheuse de Bouvier, avec une longueur d'environ 50 cm pour un poids avoisinant les 700 g. Même si les données sont peu nombreuses il semblerait que la femelle soit plus lourde que le mâle comme c'est souvent le cas chez les rapaces nocturnes.
Comme son nom le laisse deviner cette chouette est d'une teinte majoritairement rousse tirant légèrement sur le fauve, même si les dégradés sont multiples. Elle est finement mouchetée de pâle. Le haut de la poitrine est plus sombre que le reste du corps roussâtre. Le disque facial est à peine marqué, la teinte est cannelle. Les yeux sont sombres, le bec gris-noir et les serres jaunes.